# Vittime del Genocidio armeno

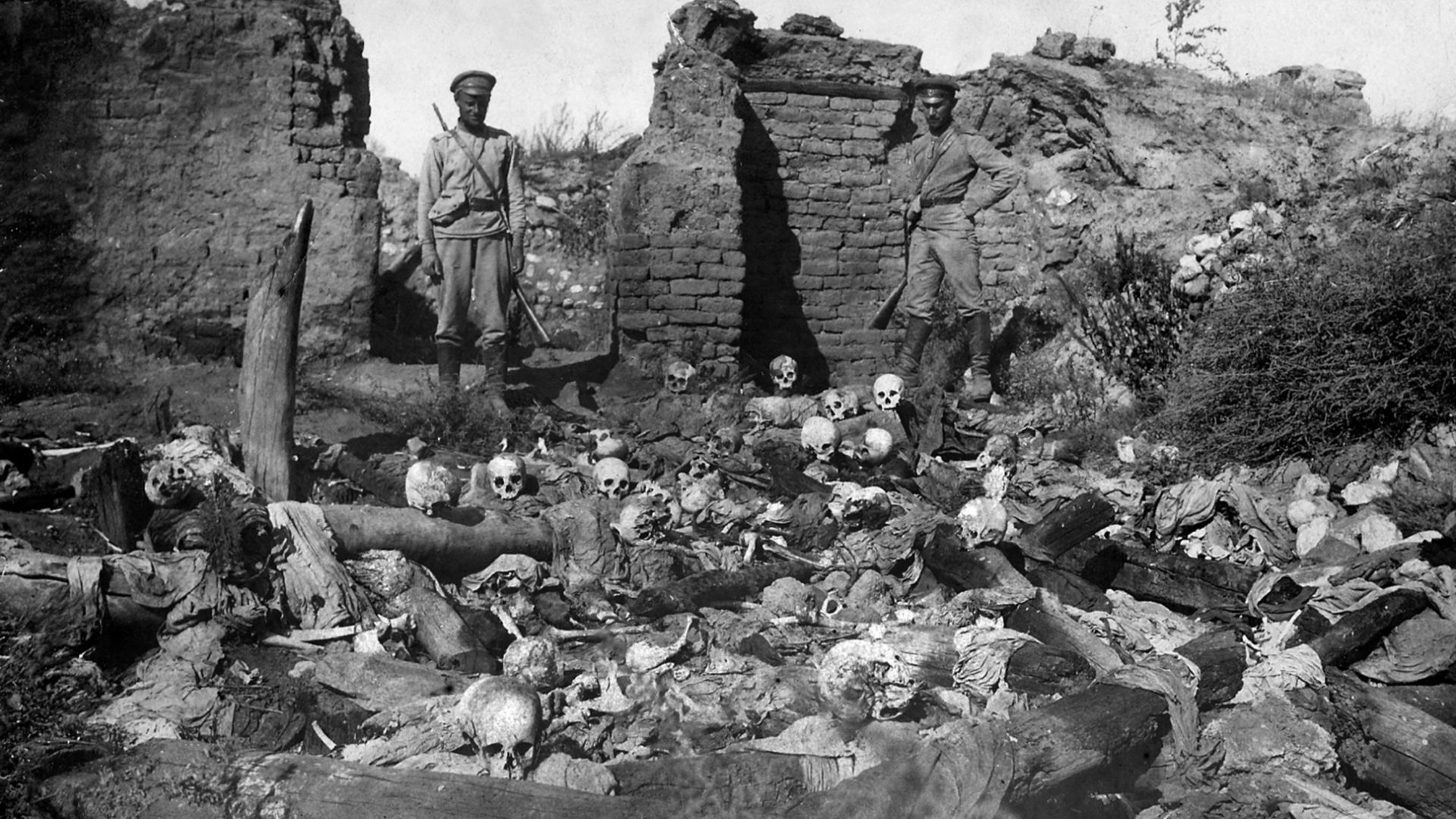
Soldati russi raffigurati nell'ex villaggio armeno di Sheykhalan, 1915

Le vittime del Genocidio armeno sono il numero di morti di armeni ottomani tra il 1914 e il 1923 durante il genocidio armeno. La maggior parte delle stime dei decessi correlati agli armeni tra il 1915 e il 1918 vanno da 1,2 a 1,5 milioni.

## Stime prebelliche
Non c'è accordo tra gli storici sul numero di armeni vissuti nell'Impero prima del genocidio. Il censimento ufficiale riportava 1,1 milioni di armeni che vivevano nell'Impero ottomano nel 1912, ma è considerata una cifra sottostimata. Il Patriarcato armeno riportava il numero di 2,1 milioni di armeni.

## Vittime armene dal 1915 al 1917-1918

### Stime ottomane e turche

#### Le statistiche fornite da Djemal
Le statistiche ufficiali ottomane compilate per il periodo tra il 1915 e il 1917-18 ammontavano a 800.000 uccisi. Questo dato proviene dall'ufficio di Djemal Pasha i cui risultati vennero pubblicati nella gazzetta ufficiale ottomana.
Presumibilmente erano i risultati di una commissione formata dal ministro degli interni Mustafa Arif. Si ritiene che si basassero su ricerche e statistiche compilate in un periodo di due mesi. Il 14 marzo 1919 i risultati furono resi pubblici da Djemal. Questa stessa cifra venne menzionata nelle memorie del politico e militare Rauf Orbay. I primi risultati rappresentavano apparentemente coloro che furono "massacrati" durante la deportazione, senza alcuna indicazione sul numero totale di persone che morirono. Mustafa Kemal, durante una conversazione con il maggiore generale Harbord, capo della missione militare americana in Armenia, nel settembre 1919, riprese lo stesso numero. La cifra di 800.000 esclude i soldati armeni dell'esercito ottomano liquidati nelle prime fasi del genocidio, così come il numero di donne e bambini maschi e femmine assimilati nelle famiglie turche.
Tuttavia, a seguito dello scioglimento del tribunale militare, tali cifre sono state reinterpretate. L'autore turco Taner Akçam fa riferimento a una stima militare turca pubblicata dal tenente colonnello Nihat nel 1928, in cui la cifra di 800.000 non rappresentava più coloro che furono "massacrati" o "uccisi", ma semplicemente coloro che morirono. In seguito lo storico Bayur in una famosa opera scrisse: "800.000 armeni e 200.000 greci morirono a seguito delle deportazioni o morirono nei "battaglioni di lavoro". Bayur concluse: "Secondo le nostre fonti ufficiali, questi numeri sono corretti".

#### I documenti rimanenti di Talaat Pasha

Percentuale di popolazione armena prebellica "dispersa" nel 1917 in base ai dati di Talat Pasha. Il nero indica che il 100% della popolazione prebellica è scomparsa. La zona di "reinsediamento" viene visualizzata in rosso.

Secondo i documenti che un tempo appartenevano a Talaat Pasha, più di 970.000 armeni ottomani scomparvero dai registri ufficiali della popolazione dal 1915 al 1916. Nel 1983, la vedova di Talaat, Hayriye Talaat Bafralı, diede i documenti e le registrazioni al giornalista turco Murat Bardakçı, che li pubblicò in un libro intitolato The Remaining Documents of Talat Pasha (noto anche come Talat Pasha's Black Book). Secondo i documenti, il numero di armeni che vivevano nell'Impero ottomano prima del 1915 era di 1.256.000. Si presumeva, tuttavia, in una nota a piè di pagina dello stesso Talaat Pasha, che la popolazione armena fosse sottostimata del 30%. Inoltre, la popolazione armena protestante non era presa in considerazione. Pertanto, secondo lo storico Ara Sarafian, la popolazione armena sarebbe dovuta essere di circa 1.700.000 prima dell'inizio della guerra. Tuttavia, tale numero è precipitato alla cifra di 284.157 due anni dopo nel 1917.

#### Altre fonti ottomane
Se le cifre ufficiali ammontavano a 800.000 uccisi, vi erano dei numeri non ufficiali presentati durante la guerra da alcune autorità ottomane. Talat, per esempio, presentò la cifra di 300.000 ma non c'è alcuna indicazione su come tali cifre siano state ottenute. Questa cifra è attualmente quella spesso utilizzata dai funzionari del governo turco.

### Stime degli alleati ottomani

#### Germania
Fonti tedesche fornirono delle stime più alte delle perdite armene durante la guerra anche se erano alleate dell'Impero ottomano. Si ipotizza che fosse dovuto al loro accesso ai siti omicidi.
Un rapporto affermava che già nel febbraio 1916 erano stati abbattuti 1,5 milioni di armeni. Un rapporto del 27 maggio 1916 del direttore dell'intelligence del Ministero degli Esteri Erzberger fornì la stessa cifra, come un rapporto del 4 ottobre 1916 dell'ambasciatore tedesco ad interim in Turchia, Radowitz. Sembra che la cifra generalmente citata di 1,5 milioni provenga da quelle fonti tedesche. Il maggiore tedesco Endres, che prestò servizio nell'esercito turco, stimò il numero di morti armeni in 1,2 milioni. La stessa cifra venne menzionata durante il processo di Yozgat, e dinanzi al Tribunale Permanente dei Popoli ed è spesso citata in altre parti.

#### Austria-Ungheria
Il console austriaco a Trebisonda e Samsun, il dottor Kwatkiowski, il 13 marzo 1918 fece rapporto a Vienna, limitandosi alle sei province orientali, Trebisonda e il distretto di Samsun, nei quali la gran parte del milione di deportati morì. Il console Dr. Nadamlenzki nell''Adrianopoli austro-ungarica (Edirne) riferì che per l'intero Impero ottomano erano già stati deportati 1,5 milioni. Il vice maresciallo austriaco Joseph Pomiankowski stimò le perdite armene in circa un milione.

### Gli alleati e i partiti neutrali

#### Arnold J. Toynbee
Arnold J. Toynbee, un ufficiale dell'intelligence del Ministero degli esteri britannico durante la prima guerra mondiale, stimò un numero di vittime di 600.000 su una popolazione di 1.800.000 armeni che viveva in Anatolia ma escluse la gran parte del 1916 e degli anni successivi. Lo studioso Robert Melson scrive:
La descrizione e l'analisi di Toynbee si fermano all'inverno del 1915 e alla primavera del 1916, periodo in cui la maggior parte della popolazione armena era stata uccisa o deportata. Per quanto prezioso, questo lavoro non può tenere conto di ciò che è accaduto successivamente ai deportati nel 1916, né può tenere conto degli armeni che furono deportati da alcune delle principali aree urbane dopo il 1916.

#### La Commissione King Crane
La Commissione King Crane stimò un milione di perdite in tempo di guerra, ma includendo in tale cifra anche i massacri hamidiani. Se le vittime armene siano state deliberatamente sottovalutate o meno per aumentare la popolazione armena al fine di sostenere l'indipendenza armena è ancora oggetto di dibattito. I numeri relativi alle perdite di un milione di armeni durante la guerra, i massacri di Adana e i massacri hamidiani furono combinati per il bene di ciò che la commissione a un certo punto chiamò "giustizia", in quello che sembra essere stato un tentativo di massimizzare il conteggio della popolazione. Le stime armene mostravano la stessa tendenza. A volte, furono addirittura ridotti a 500.000 quando l'elevato numero di morti armeni metteva in pericolo la possibilità di uno Stato armeno incluso nel territorio ottomano; in altri casi aumentava a oltre un milione. Le cifre degli Stati Uniti per il periodo tra il 1915 e il 1917 variarono ampiamente, ma la maggior parte si avvicinarono a un milione o più.

#### Società delle Nazioni
La Società delle Nazioni stimò un milione di morti, ma l'elenco dei rifugiati nel Caucaso e nell'Armenia russa che non provenivano dall'Impero ottomano non era chiaramente definito, il che suggerisce che l'elenco da 400.000 a 420.000 armeni ottomani potrebbe aver incluso gli armeni che non erano realmente armeni ottomani. Questo spiegherebbe perché altre stime prevedevano le vittime oltre il milione fornito dalla Società delle Nazioni.

## Vittime armene, dal 1917-1918 al 1923

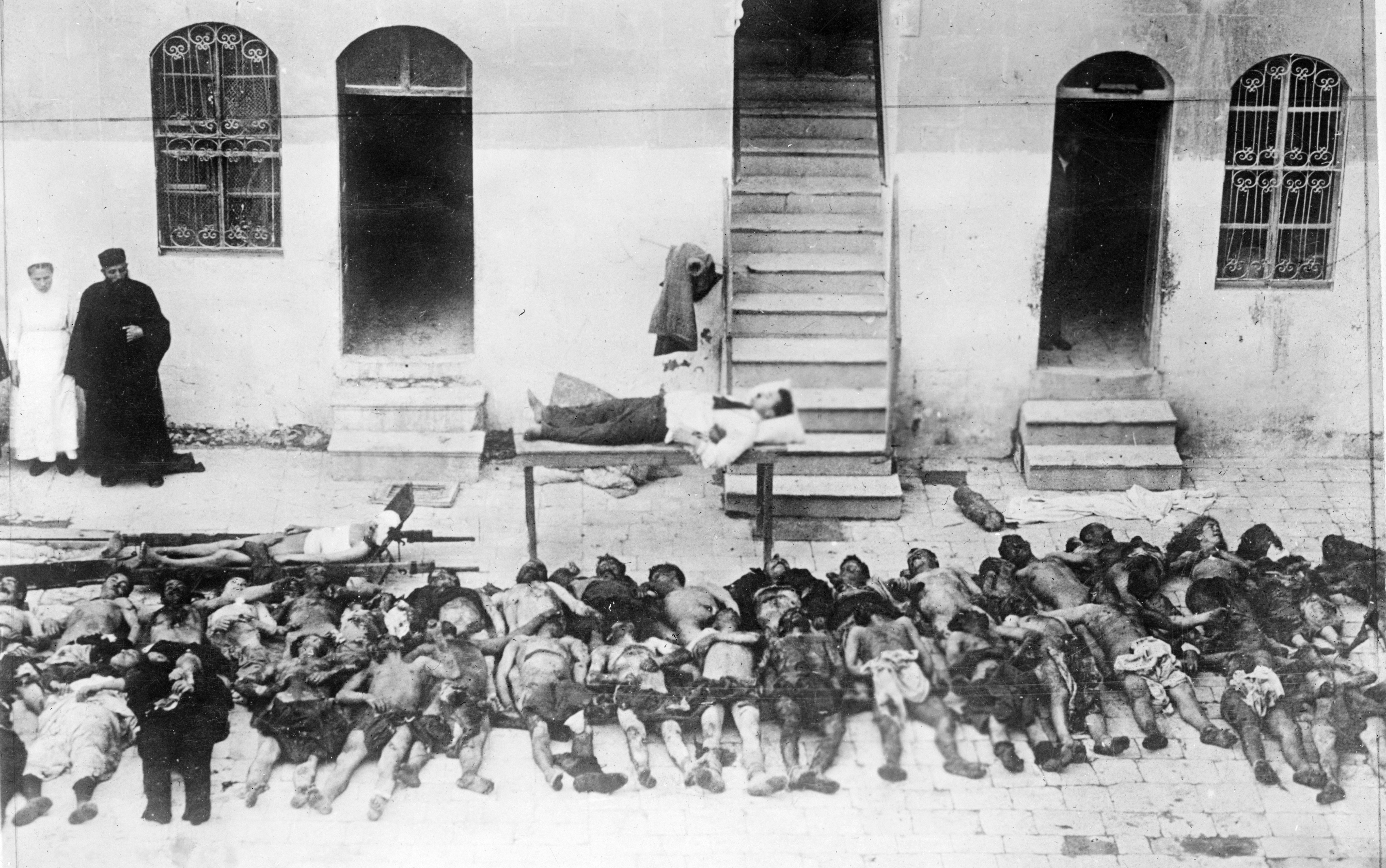
Quaranta armeni massacrati nel febbraio 1919, dopo l'armstizio

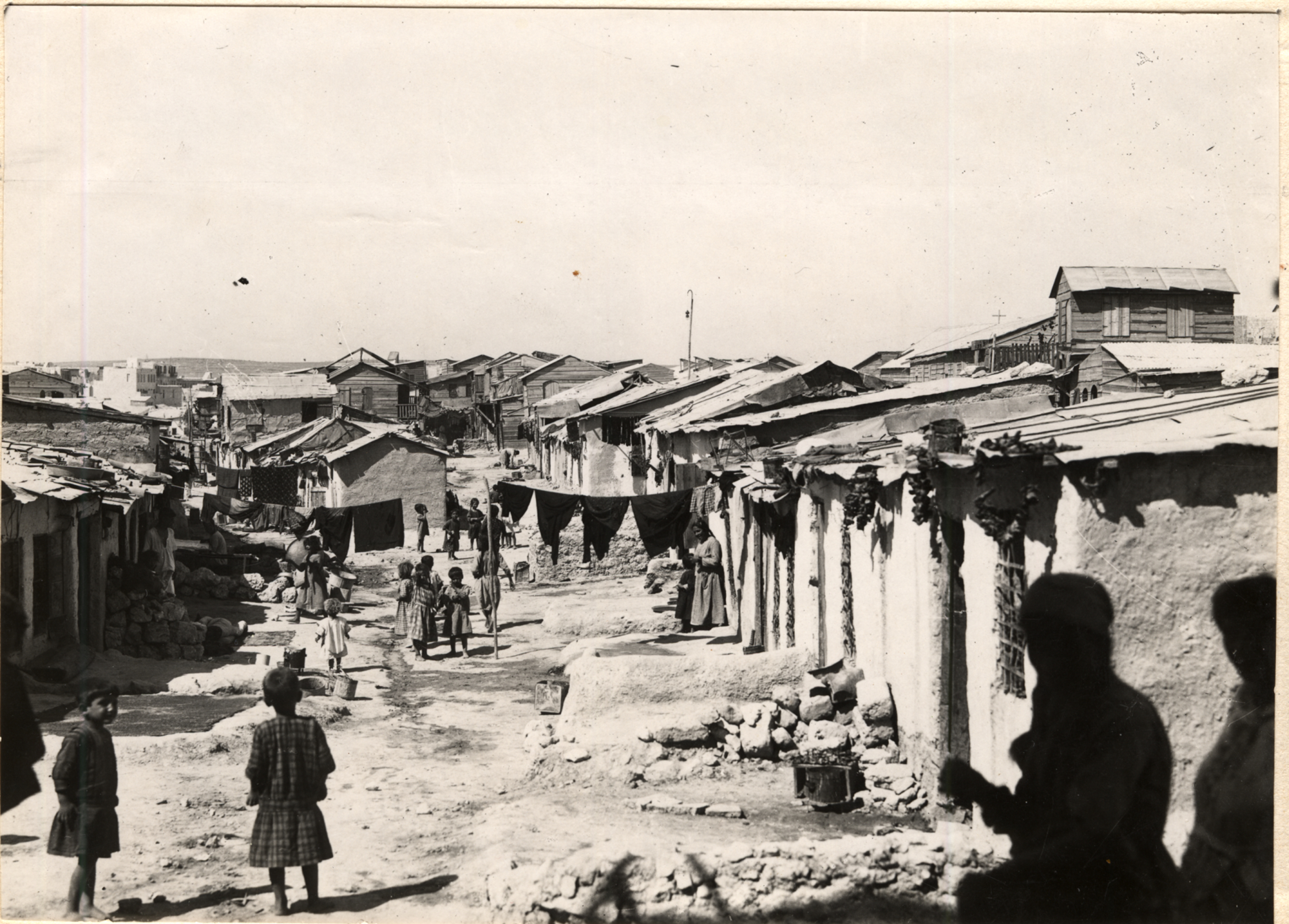
Campo profughi armeno ad Aleppo, fotografia di Bodil Biørn

Un altro problema concerne la disponibilità delle fonti successive al 1917. Studiosi più recenti hanno chiamato questo periodo come seconda fase del genocidio armeno. Melson, ad esempio, fornisce "una stima approssimativa di 500.000" vittime. D'altra parte, quelle stime non hanno basi archivistiche, e per questo motivo alcuni ricercatori ritengono che tali cifre potrebbero essere alternativamente vicine a quelle effettive delle vittime o lontane da esse.

### Vittime armene al di fuori dei confini ottomani durante l'invasione ottomana
Furono formate poche commissioni investigative, come quelle riguardanti Kars e Alessandropoli. La ricerca su Alessandropoli, per sua natura, è considerata l'indagine più seria. Presentava 60.000 vittime dirette, per un totale di 150.000 vittime, le cui condizioni alla fine avrebbero portato alla loro condanna a morte. A quanto pare però l'indagine venne conclusa bruscamente. I tedeschi d'altro canto, non presentando alcun numero, denunciarono la situazione dell'Armenia russa, in quello che consideravano un tentativo ottomano di distruggerla ma senza tener conto dell'invasione ottomana di quella che era considerata l'Armenia persiana. Una fonte afferma che quando gli ottomani invasero l'Iran settentrionale tra il 1915 e il 1918, che storicamente faceva parte del Regno di Armenia comprendente le province della Persarmenia (Parskahayk) e la parte orientale del Vaspurakan, uccisero circa 80.000 armeni e quando invasero i possessi russi in Transcaucasia tra il 1918 e il 1923 uccisero circa 175.000 armeni.

### Vittime armene ottomane
La maggior parte delle vittime poteva essere calcolata in Cilicia, così come nella zona orientale, e Smirne durante gli eventi che furono segnati da massacri e dal successivo incendio dei quartieri armeno e greco della città (vedi Grande incendio di Smirne). Il totale delle vittime in questa categoria è stimato da decine di migliaia a oltre le centinaia di migliaia, ma il numero delle vittime non è stato ben stabilito.

## Stime recenti
Stime più recenti affermano che circa 800.000-1,2 milioni di armeni furono deportati nel 1915-1916. Si stima che solo 200.000 di questi fossero ancora vivi alla fine del 1916.

### Justin McCarthy
Le cifre di Justin McCarthy sono spesso citate, in particolare in lavori che potrebbero essere considerati a sostegno della tesi del governo turco secondo cui i massacri armeni non costituiscono genocidio. Anche se il professor McCarthy è un accademico occidentale, il numero di vittime armene deriva dalle statistiche sulla popolazione armena e le cifre ricavate provengono dai documenti ottomani (applicando valori di correzione). Alcuni studiosi (come Aviel Roshwald) considerano quindi le sue cifre derivanti da una fonte ottomana e non occidentale." McCarthy ha calcolato una stima della popolazione armena prebellica, e ha quindi sottratto la sua stima dei sopravvissuti, arrivando a una cifra di poco inferiore a 600.000 vittime armene per il periodo dal 1914 al 1922. Tuttavia, come nei casi delle sue cifre sulla popolazione, le sue statistiche sono controverse. In un saggio più recente, ha previsto che se i registri armeni del 1913 siano accurati, si dovrebbero aggiungere 250.000 morti in più, per un totale di 850.000. È stato anche criticato per aver sovrastimato il tavolo dei sopravvissuti. Frédéric Paulin è arrivato a confrontare la sua metodologia con il metodo di Rassinier nel calcolare le perdite degli ebrei europei durante la seconda guerra mondiale.
Nel 1991, Levon Marashlian (arrivando a una cifra di 1,2 milioni) sostenne che l'approccio di McCarthy soffre di un fatale difetto metodologico: la base dei suoi risultati è su registrazioni imprecise. Marashlian sostiene che c'è stata una sottostima reciproca da parte del governo ottomano da un lato, e una sottostima da parte degli armeni, dall'altro.